# Augustin Braud
 (novembre 2020).
Ne doit pas être confondu avec Augustin Braux.
Pour les articles homonymes, voir Braud.
Augustin Braud, né le 21 mai 1994 à Poitiers, est un compositeur français de musique contemporaine, exerçant notamment dans les domaines de la musique instrumentale, musique vocale et musique amplifiée.

## Biographie
Après avoir étudié la batterie et la percussion pendant plus de quinze ans et s’être lancé dans la création musicale de manière autodidacte, il suit des cours de composition au Conservatoire de Poitiers avec Jean-Luc Defontaine puis assiste à l’IRCAM aux master-classes de compositeurs tels qu’Ivan Fedele, Michael Jarrell, Michaël Levinas et Yan Maresz. Il reçoit également les conseils de Martin Matalon et Yann Robin. Il est depuis 2021 docteur en musicologie de l'Université de Poitiers à la suite d'un contrat doctoral de la Région Nouvelle-Aquitaine au sein du laboratoire interdisciplinaire CRIHAM, sous la direction de Cécile Auzolle. Ses recherches interrogent conjointement la musicologie numérique, la sémiographie musicale contemporaine, le travail sur les paramètres du timbre et les modes de jeu instrumentaux, les liens tangibles entre composition et arts visuels et les relations aux musiques amplifiées. Il enseigne et effectue son travail de recherche à l'Université de Poitiers, à l'Université Catholique de l'Ouest et au sein des laboratoires CRIHAM et IReMus.
Augustin Braud a été compositeur en résidence à l’Orchestre de Chambre Nouvelle-Aquitaine pour la saison 2017—2018, l'un des plus jeunes nommés à un tel poste en France. Il compose à cette occasion Ibur Neshamot, pour orchestre de cinquante musiciens, dont la création a lieu au Théâtre & Auditorium de Poitiers en janvier 2018, sous la direction de Nicolas Chalvin. Il travaille également avec Musik der Jahrhunderte lors des festivals ECLAT 2019 et 2020 avec le Klangforum Wien, Bas Wiegers et Kathryn Schulmeister, les Neue Vocalsolisten Stuttgart et l’ensemble français C Barré.
Il reçoit des commandes du Ministère de la Culture, de Radio France, de la Fondation Francis et Mica Salabert, d’Impuls Neue Musik ou encore de la SACEM pour des formations telles que l’Orchestre Philharmonique de Radio France, Accroche-Note au Festival Musica, Ars Nova, l'Ensemble Alternance, l'Ensemble Intercontemporain, le New European Ensemble au festival Gaudeamus, l'ensemble Risonanze Erranti sous la direction de Peter Tilling, 2E2M, l’Instant Donné, Sillages, Zellig, ou encore le Chamber Cartel aux États-Unis et l'ensemble Offspring en Australie. Il collabore avec des solistes tels que Nicolas Crosse, Carolin Widmann et Marie Ythier.
Il est en 2020 le récipiendaire du Prix Claude Arrieu de la SACEM, décerné par le Comité du Cœur. Son premier disque "Contremouvement" est enregistré par l'ensemble Alternance en 2022 et publié par les éditions Stradivarius début 2023.

## Œuvres
Depuis 2018, ses partitions sont éditées aux Éditions Musicales Artchipel :

### Musique d'orchestre
- 2020 – Ceux qui restent, pour orchestre.
- 2017 – Ibur Neshamot, pour orchestre.

### Musique vocale
- 2023 – Cornucopia, pour baryton, trompette solo et ensemble instrumental (11).
- 2020 – Nocturne, pour soprano, clarinette contrebasse, guitare électrique et piano.
- 2019 – Le Soupçon des Tombeaux, pour ensemble instrumental (7) et vocal (6).

### Musique d'ensemble
- 2023 – Cathédrale, pour grand ensemble instrumental (19).
- 2022 – TRON, pour ensemble instrumental (15).
- 2021 – Stargazer, pour ensemble instrumental (12) divisé en quatre trios.
- 2020 – De l’un, l’autre, pour violoncelle et ensemble instrumental (8).
- 2020 – Contrecarré, pour ensemble instrumental (7).
- 2019 – Dans les pas de la main, pour percussion et ensemble instrumental (9).
- 2018 – GOLEM, pour contrebasse et ensemble instrumental (5).
- 2017 – Étude no 2 d’après Paul Klee : Danses sous l’emprise de la peur, pour alto et ensemble instrumental (7).
- 2016 – Dunkler Fluss, pour ensemble instrumental (14).

### Musique de chambre
- 2022 – Hexis, pour violoncelle et percussions.
- 2022 – Contrexposé, pour flûte, piano et violoncelle.
- 2021 – Prismes, pour shō et harpe.
- 2020 – Étreinte, pour alto et violoncelle.
- 2020 – Cantus, pour quatre accordéons.
- 2020 – A Shadow of our former Self, pour flûte alto, hautbois et clarinette basse.
- 2019 – Entre espace et silence, pour saxophone baryton et violoncelle.
- 2019 – Étude no 1 d’après Paul Klee : Little adventurer, pour clarinette, accordéon et alto.
- 2019 – Contrechoqué, pour flûte, clarinette, piano, violon et violoncelle.
- 2018 – ...repêcher les étincelles de sens négligées..., pour flûte alto, clarinette basse et violoncelle.
- 2016 – Mas o menos, hommage à Frank Stella, pour piano, violon, alto et violoncelle.

### Musique soliste
- 2022 – Nightpiece, pour hautbois.
- 2021 – Lignier, pour violon.
- 2020 – Shards, pour saxophone soprano.
- 2018 – Contrecoupé, pour piano.
- 2015 – Anach, pour violon.

### Musique mixte
- 2019 – Terres Proches, un portrait sonore de Grand Poitiers, co-composé avec Gardien d'Éther, pour ensemble instrumental (5) et électronique.